# Soy el Mismo
Soy el Mismo è il terzo album in studio del cantante statunitense Prince Royce, pubblicato nel 2013.

## Tracce
1. Soy el Mismo – 3:43
2. Te Robaré – 3:39
3. Darte un Beso – 3:26
4. You Are Fire – 3:27
5. Me Encanta – 4:54
6. Tu Príncipe – 4:09
7. Already Missing You (featuring Selena Gomez) – 3:41
8. Invisible – 4:04
9. Kiss Kiss – 3:44
10. Nada – 4:02
11. Te Regalo el Mar – 4:03

Edizione Deluxe - Tracce Bonus
1. Primera Vez – 3:22
2. Solita – 4:12
3. You Are the One (Dedicada a Las Fans) – 4:32
4. Para Llegar A Ti – 3:07
5. Perdóname – 3:23